# 西林寺 (香港)

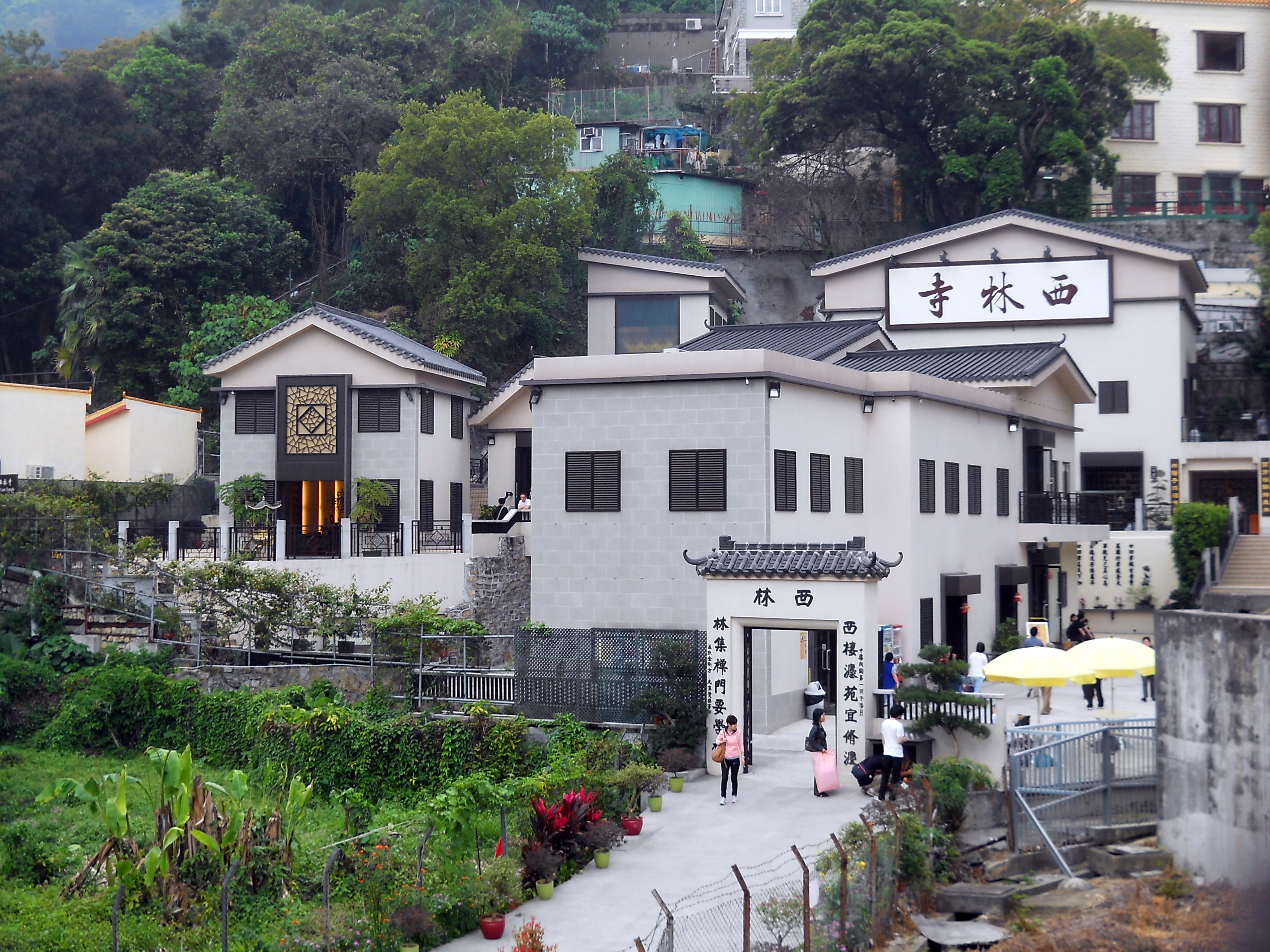
重建後的西林寺

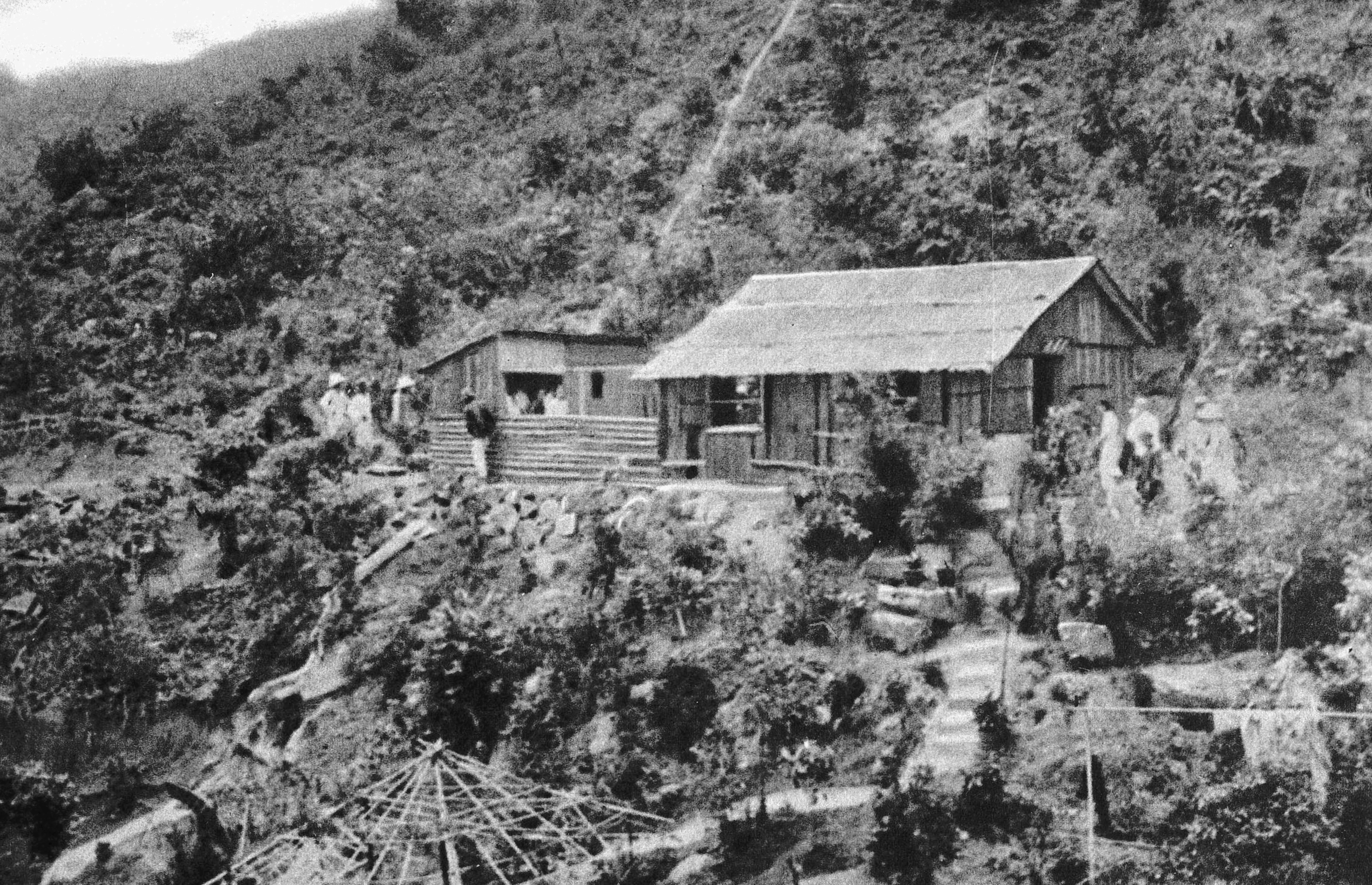
西林寺閉關 (1932年)

西林寺位於香港沙田區上禾輋村，由原籍廣東南海的梁子衝在1923年建成，至今有90餘年歷史，萬佛寺創立者月溪法師也曾駐錫西林寺。
西林寺過往曾經是沙田區的旅遊勝地，曾與萬佛寺，車公廟，曾大屋，被譽為「沙田四景」。據說寺內曾有十多名和尚居住，早於六、七十年代寺廟前的一段西林路曾有不少食肆，及曾有一所遊樂場，這所遊樂場是小經營遊樂場。而西林路每逢假日都相當熱鬧，寺廟香火鼎盛，齋菜聞名，更不時有粵語片取景拍戲。自1980年起，西林寺業權被泰國財團收購後，因被政府否決改變土地用途而擱置改建計劃，西林寺自此荒廢，因日久失修，變成一片頹垣敗瓦。

## 歷史
原籍廣東南海法號浣清的梁子衡在沙田火車站對開山麓的上禾輋村建立西林寺，並逐步將在九龍經營的兩所西鄉園素食館結束。西林寺除容許雲遊的和尚前來掛單外，亦替善信做法事及招待遊人。1933年，萬佛寺創立者月溪法師游化至香港，駐錫西林寺。1980年，西林寺主持浣清大師去世，據聞有人在浣清大師去世後把西林寺出售予泰國財團，易手後齋菜生意結束，寺內神位亦被移走，自此矗立於沙田半世纪之久的旅遊勝地便被推進歷史廢墟之中。2004年，沙田區議員曾提出把西林寺發展為旅遊境點，但因土地屬私人物業關係而無法落實。
2006年，香港一名莊姓商人斥資逾3,000萬港元購入該地業權，並計劃把西林寺發展為旅遊景點，並成立一所名為「西林（普眾）基金會」負責重建。改建工程於2009年10月完工，但結果是改建成 5幢美輪美奐可容納3,000個骨灰位的骨灰龕堂，與寺廟舊貌大相逕庭。但地政總署表示西林寺經營骨灰位是違反土地契約，已勒令該寺停止經營。

## 建築特色
舊寺
整個西林寺是依山而建，門樓牌坊上的匾額刻有"西林"二字，左右則刻有對聯一副：「西樓灋苑宜修灋；林集禪門要學禪」。近入口處建有一個荷塘，長有一顆高高的白蘭樹，最底層有三座建築物，有兩座為兩層高的建築，近大門入口處的兩層樓宇為「客房」，三層高的是「西鄉園素食」，而後方亦有一棟兩層高的樓宇。大門直入後拾級而上會看另一入口處「大悲願門」，該門於修建時被拆除。